# Випава (река)
Випава (Vipava в Словения или Vipacco в Италия или Wipbach / Wippach в Германия) е река, която тече през западна Словения и северозападна Италия. Реката е дълга 49 километра. Тя извира при Градичек в Словения в планината Св. Лоренцо (1019 м). В Италия тя се влива в Изонцо/Соча при Савоня д’Изонцо.
В долината на реката през 394 г. се провежда Битката при р. Фригид между източноримския император Теодосий I и узурпатора Евгений.